# Animal (Nayt)
Animal è un singolo del rapper italiano Nayt, pubblicato il 25 gennaio 2019 come terzo estratto dal quarto album in studio Raptus 3 dalle etichette VNT1, Jive Records e Sony Music.

## Tracce
Testi di William Mezzanotte, musiche di Davide D'Onofrio, Giorgio Iacobelli.
1. Animal – 2:07